# Поднемић
Поднемић је насеље у Србији у општини Љубовија у Мачванском округу. Према попису из 2022. било је 342 становника.
Овде се налази Манастир Свете Тројице (Бјеле Воде), Етно-комплекс „Огњиште”, у засеоку Бјеле воде и спомен комплекс ратницима ратова 1912—1918. поред пута Љубовија—Бајина Башта.

## Демографија
У насељу Поднемић живи 318 пунолетних становника, а просечна старост становништва износи 38,7 година (37,7 код мушкараца и 39,7 код жена). У насељу има 142 домаћинства, а просечан број чланова по домаћинству је 2,96.
Ово насеље је у потпуности насељено Србима (према попису из 2002. године), а у последња три пописа, примећен је пад у броју становника.
|  |

| Демографија | Демографија | Демографија |
| Година      | Становника  | Становника  |
| ----------- | ----------- | ----------- |
| 1948.       | 766         |             |
| 1953.       | 786         |             |
| 1961.       | 706         |             |
| 1971.       | 588         |             |
| 1981.       | 492         |             |
| 1991.       | 448         | 446         |
| 2002.       | 420         | 424         |

| Етнички састав према попису из 2002.‍ | Етнички састав према попису из 2002.‍ | Етнички састав према попису из 2002.‍ | Етнички састав према попису из 2002.‍ | Етнички састав према попису из 2002.‍ |
| ------------------------------------ | ------------------------------------ | ------------------------------------ | ------------------------------------ | ------------------------------------ |
|                                      |                                      |                                      |                                      |                                      |
| Срби                                 | Срби                                 |                                      | 420                                  | 100,0%                               |
| непознато                            | непознато                            |                                      | 0                                    | 0,0%                                 |

| Година пописа     | 1948. | 1953. | 1961. | 1971. | 1981. | 1991. | 2002. |
| ----------------- | ----- | ----- | ----- | ----- | ----- | ----- | ----- |
| Број домаћинстава | 114   | 120   | 116   | 116   | 114   | 125   | 142   |

| Број чланова      | 1  | 2  | 3  | 4  | 5  | 6 | 7 | 8 | 9 | 10 и више | Просек |
| ----------------- | -- | -- | -- | -- | -- | - | - | - | - | --------- | ------ |
| Број домаћинстава | 36 | 27 | 23 | 32 | 14 | 8 | 1 | 1 | 0 | 0         | 2,96   |

| Пол    | Укупно | Неожењен/Неудата | Ожењен/Удата | Удовац/Удовица | Разведен/Разведена | Непознато |
| ------ | ------ | ---------------- | ------------ | -------------- | ------------------ | --------- |
| Мушки  | 165    | 44               | 106          | 12             | 3                  | 0         |
| Женски | 170    | 28               | 106          | 32             | 4                  | 0         |
| УКУПНО | 335    | 72               | 212          | 44             | 7                  | 0         |

| Пол    | Укупно                    | Пољопривреда, лов и шумарство | Рибарство                            | Вађење руде и камена | Прерађивачка индустрија       |
| ------ | ------------------------- | ----------------------------- | ------------------------------------ | -------------------- | ----------------------------- |
| Мушки  | 95                        | 33                            | 0                                    | 2                    | 22                            |
| Женски | 43                        | 26                            | 0                                    | 1                    | 4                             |
| УКУПНО | 138                       | 59                            | 0                                    | 3                    | 26                            |
| Пол    | Производња и снабдевање   | Грађевинарство                | Трговина                             | Хотели и ресторани   | Саобраћај, складиштење и везе |
| Мушки  | 2                         | 12                            | 8                                    | 2                    | 9                             |
| Женски | 0                         | 0                             | 8                                    | 1                    | 1                             |
| УКУПНО | 2                         | 12                            | 16                                   | 3                    | 10                            |
| Пол    | Финансијско посредовање   | Некретнине                    | Државна управа и одбрана             | Образовање           | Здравствени и социјални рад   |
| Мушки  | 0                         | 0                             | 3                                    | 1                    | 0                             |
| Женски | 0                         | 0                             | 2                                    | 0                    | 0                             |
| УКУПНО | 0                         | 0                             | 5                                    | 1                    | 0                             |
| Пол    | Остале услужне активности | Приватна домаћинства          | Екстериторијалне организације и тела | Непознато            | Непознато                     |
| Мушки  | 0                         | 0                             | 0                                    | 1                    | 1                             |
| Женски | 0                         | 0                             | 0                                    | 0                    | 0                             |
| УКУПНО | 0                         | 0                             | 0                                    | 1                    | 1                             |